# 长叶哥纳香
长叶哥纳香（学名：Goniothalamus gardneri）为番荔枝科哥纳香属的植物。分布在越南、印度、斯里兰卡以及中国大陆的广东等地，常生长在山地密林中，目前尚未由人工引种栽培。